# John S. Watson

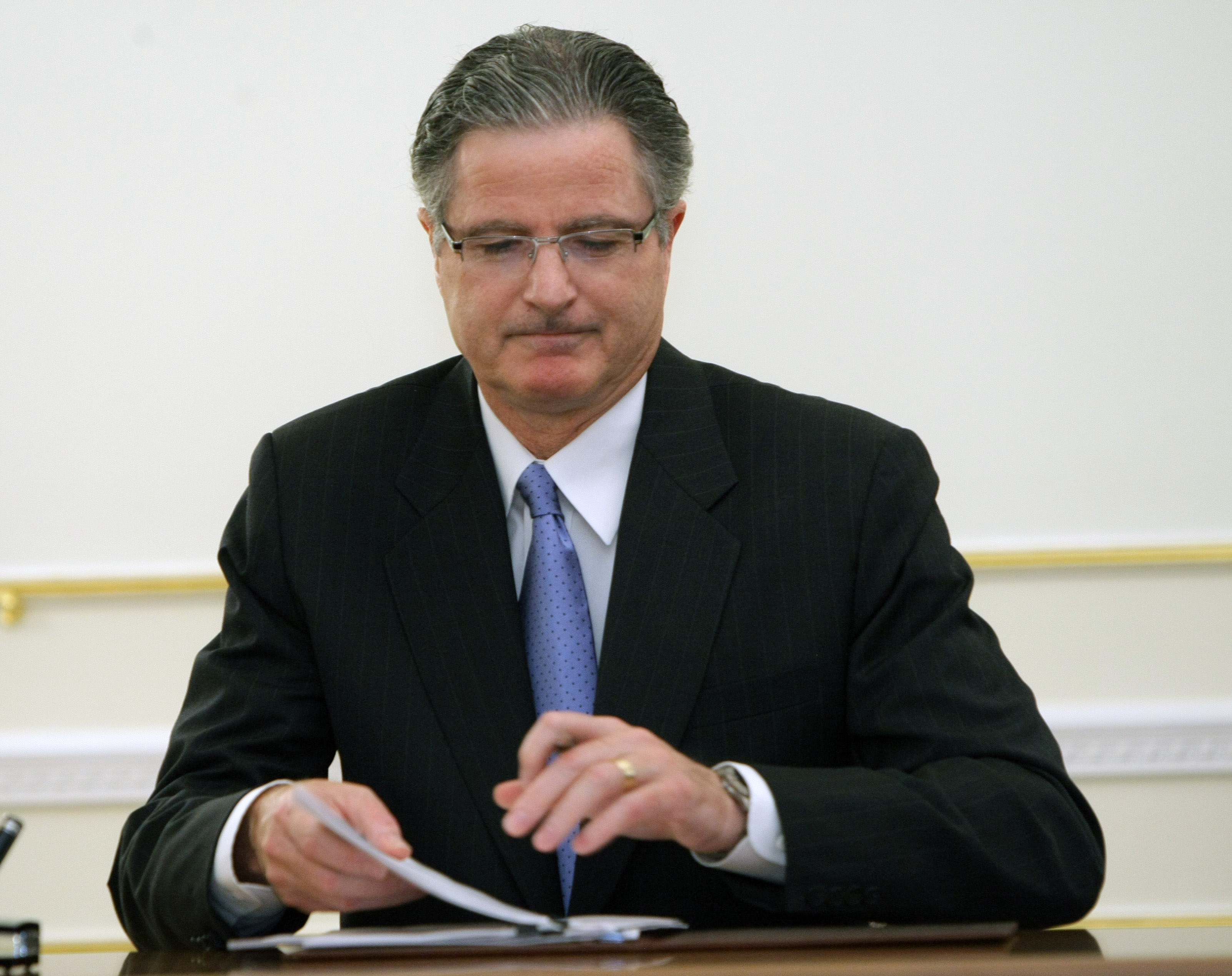
John S. Watson

John S. Watson (* Oktober 1956) ist ein US-amerikanischer Manager.

## Leben
Watson studierte an der University of California, Davis. Watson ist seit 1980 für das Unternehmen Chevron tätig. Seit Januar 2010 ist Watson als Nachfolger von David O’Reilly Chairman und CEO des US-amerikanischen Unternehmens Chevron.